# Волчек, Александр Александрович
Алекса́ндр Алекса́ндрович Во́лчек (род. 17 мая 1955, Сачковичи, Брестская область) — белорусский учёный и спортсмен. Доктор географических наук, профессор; декан факультета инженерных систем и экологии Брестского государственного технического университета; лауреат премии Национальной академии наук 2007 года. Мастер спорта Республики Беларусь по шашкам, судья по спорту национальной категории.
А. А. Волчек впервые раскрыл закономерности формирования элементов водного баланса речных водосборов Беларуси в современных условиях.

## Биография
В возрасте пяти лет потерял отца. Окончив среднюю школу, в 1972—1973 годы работал на Кобринском льнозаводе.
В 1978 году с отличием окончил гидромелиоративный факультет Брестского инженерно-строительного института с квалификацией «инженер-гидротехник». Работал мастером участка в Еремичском СМУ Кобринского района.
После службы в Советской Армии заведовал лабораторией на кафедре сельскохозяйственной мелиорации Брестского инженерно-строительного института. В 1987 году окончил аспирантуру Центрального НИИ комплексного использования водных ресурсов (Минск) по лаборатории водохозяйственных балансов.
С 1987 года преподаёт на кафедре сельскохозяйственных гидротехнических мелиораций Брестского инженерно-строительного института (с 2000 — Брестский государственный технический университет): ассистент, доцент.

## Научная деятельность
В 1988 году в Институте водных проблем Академии наук СССР (Москва) защитил кандидатскую диссертацию (руководитель — к.т.н. В. Н. Плужников). В 2006 году в Институте географии Российской академии наук (Москва) защитил диссертацию на соискание учёной степени доктора географических наук. Профессор по специальности «география» (30.4.2008).
С 2007 года является членом учёного совета по защите диссертаций.
Подготовил 4 кандидатов наук. Автор более 80 научных и учебно-методических работ.

### Избранные труды
- Бурлибаев М. Ж., Волчек А. А., Калинин М. Ю. Гидрометрические измерения и гидрогеологические расчеты для водохозяйственных целей. — Алматы : Каганат, 2004. — 357 с. — 500 экз. — ISBN 9965-25-341-02
- Волчек А. А. Закономерности формирования элементов водного баланса речных водосборов Беларуси в современных условиях : автореф. дис. … д-ра геогр. наук : специальность 25.00.27 <Гидрология суши, вод. ресурсы, гидрохимия> / Ин-т географии Рос. акад. наук. — М., 2006. — 38 с.
- Волчек А. А. Исследование пространственно-временных колебаний элементов водного баланса : (На прим. Белоруссии) : Автореф. дис. … канд. геогр. наук : (11.00.07) / АН СССР, Ин-т вод. пробл. — М., 1988. — 24 с.
- Волчек А. А., Грядунова О. И. Минимальный сток рек Беларуси / Брестский гос. ун-т им. А. С. Пушкина. — Брест : БрГУ, 2010. — 169 с. — 100 экз. — ISBN 978-985-473-657-0
- Волчек А. А., Корнеев В. Н., Парфомук С. И., Булак И. А. Водные ресурсы Беларуси и их прогноз с учётом изменения климата = Water resources of Belarus and their forecast with account of climate change / под общ. ред. А. А. Волчека, В. Н. Корнеева ; М-во природных ресурсов и охраны окружающей среды Республики Беларусь, Центр. науч.-исслед. ин-т комплексного использования водных ресурсов, М-во образования Республики Беларусь, Брестский гос. тех. ун-т. — Брест : Альтернатива, 2017. — 239 с. — 100 экз. — ISBN 978-985-521-596-8
- Волчек А. А., Пойта П. С., Шведовский П. В. Мониторинг, оценка и прогноз чрезвычайных ситуаций и их последствий. — Брест : Альтернатива, 2012. — 424 с. — 100 экз. — ISBN 978-985-521-290-5
- Волчек А. А., Шелест Т. А. Паводки на реках Беларуси / Брестский гос. ун-т им. А. С. Пушкина. — Брест : БрГУ, 2016. — 199 с. — 100 экз. — ISBN 978-985-555-503-3
- Волчек А. А., Яромский В. Н., Михальчук Н. В., Калинин М. Ю. Мухавец : энциклопедия малой реки / Нац. акад. наук Беларуси, Полесский аграрно-экологич. ин-т. — Брест : Академия, 2005. — 346 с. — 140 экз. — ISBN 985-505-018-5
- Калинин М. Ю., Волчек А. А. Водные ресурсы Минской области / [под общ. ред. М. Ю. Калинина]. — Минск : Белсэнс, 2006. — 159 с. — 2600 экз. — ISBN 985-6474-64-7
- Логинов В. Ф., Волчек А. А., Шпока И. Н. Опасные метеорологические явления на территории Беларуси / Нац. акад. наук Беларуси, Ин-т природопользования. — Минск : Беларуска навука, 2010. — 129 с. — 240 экз. — ISBN 978-985-08-1137-0
- Природообустройство Полесья : [монография : в 4 кн.] / под общей науч. ред. Ю. А. Мажайского [и др.].
  - Кн. 1 : Белорусское Полесье = Belarusian Polesye = Natural resources potential, Т. 1: Природно-ресурсный потенциал / [Т. А. Шелест, Е. Г. Бусько, А. А. Волчек и др.]. — 2018. — 407 с.
- Шведовский П. В., Валуев В. Е., Волчек А. А., Федоров В. Г. Эколого-социальные аспекты освоения водно-земельных ресурсов и технологий управления режимами гидромелиораций. — Минск : Ураджай, 1998. — 363 с.

учебно-методические
- Бусько Е. Г., Волчек А. А., Образцов Л. В. Планирование и управление природопользованием : для слушателей системы повышения квалификации и переподгот. кадров по спец. «Охрана окружающей среды и рацион. использование природ. ресурсов» / под общ. ред. Е. Г. Бусько. — Минск : Изд. центр Белорус. гос. ун-та, 2004. — 391 с. — 100 экз. — ISBN 985-476-261-0
- Водчиц Н. Н., Волчек А. А., Желязко В. И., Нестеров М. В, Дробышев В. Ф. Гидротехнические сооружения : пособие для учащихся учреждений сред. спец. образования, обучающихся по спец. 2-74 05 01 Мелиорация и водное хозяйство / М-во сельского хоз-ва и продовольствия Республики Беларусь, Гл. упр. образования, науки и кадров, Белорусская гос. с.-х. академия. — Горки : БГСХА, 2013. — 328 с. — 100 экз. — ISBN 978-985-467-465-0
- Волчек А. А., Власов Б. П., Грядунова О. И. Республика Беларусь. Гидрологическая карта [Карты] : учеб. наглядное пособие для учреждений высшего образования / ред. А. С. Малышева. — Минск : Белкартография, 2015. — 37 экз.
- Волчек А. А., Водчиц Н. Н., Грядунова О. И., Желязко В. И., Курсаков В. К. Инженерная гидрология и регулирование стока. Гидрологические и водохозяйственные расчеты : учеб.-метод. пособие для студентов учреждений высшего образования, обучающихся по спец. 1-74 05 01 Мелиорация и водное хозяйство / [под ред. А. А. Волчека] ; М-во сельского хозяйства и продовольствия Республики Беларусь, Гл. упр. образования, науки и кадров, Белорусская гос. с.-х. акад. — 2-е изд., перераб. и доп. — Горки : БГСХА, 2015. — 293 с. — 75 экз. — ISBN 978-985-467-562-6
- Волчек А. А., Калинин М. Ю., Мороз М. Ф., Стефаненко Ю. В. Учебная практика по гидрометрии : Учеб. пособие для вузов по спец. «Мелиорация и вод. хоз-во». — Минск : Изд. центр Белорус. гос. ун-т, 2003. — 306 с. — 150 экз. — ISBN 985-476-084-7

редактор
- Методика преподавания химических и экологических дисциплин : сб. науч. ст. VIII Междунар. науч.-метод. конф., 26―27 ноября 2015 г., [редколл.: А. А. Волчек (предс.) и др.]. — Брест : БрГТУ, 2015. — 325 с. — (В надзаг.: М-во образования Республики Беларусь, Брестский гос. тех. ун-т, Брестский гос. ун-т им. А. С. Пушкина). — 150 экз. — ISBN 978-985-493-346-7
- Прыроднае асяроддзе Палесся: асаблівасці і перспектывы развіцця : тэз. дакл. ІІІ Міжнар. навук. канф. (Брэст, 7-9 чэрвеня 2006 г.) / рэдкал.: М. В. Міхальчук (адказны рэд.), А. А. Волчак, В. Т. Дзямянчык, А. Д. Панько. — Брэст : Академия, 2006. — 291 с. — (У надзаг.: Нац. акад. навук Беларусі, Палескі аграрна-экалагічны ін-т). — 180 экз. — ISBN 985-505-039-8
- Прыроднае асяроддзе Палесся: асаблівасці і перспектывы развіцця : тэз. дакл. IV Міжнар. навук. канф. (Брэст, 10―12 верасня 2008 г.) / [рэдкал.: М. В. Міхальчук (адказны рэд.), А. А. Волчак, Н. М. Шпендзік]. — Брэст : Альтернатива, 2008. — 335 с. — 300 экз. — ISBN 978-985-521-037-6

## Шашки

### Избранные труды
- Волчек А. А., Лопата А. Н., Нагурный В. В. Шашисты Брестчины / Под общ. ред. А. А. Волчека. — Брест : Изд-во Брест. гос. техн. ун-та, 2000. — 197 с. — 150 экз. — ISBN 985-6584-16-7 — (Указ. партий по дебютам: С. 193—194).
- Волчек А. А. Шашечный практикум: 2000 позиций для самостоят. решения. — Минск : Харвест, 2004. — 287 с. — 5000 экз. — ISBN 985-13-2108-7

## Награды
- премия Национальной академии наук Беларуси (2007) — за цикл научных работ «Исследование гидрологического и климатического режимов территории Беларуси: современное состояние, изменения и прогноз»[1].